# شورای بازنگری در شیوه نگارش و خط فارسی
شورای بازنگری در شیوهٔ نگارش و خط فارسی، نام مجمعی از نویسندگان و صاحب‌نظران مسائل زبان فارسی بود که در دههٔ ۱۳۷۰ برای بازنگری به شیوهٔ نگارش خط فارسی نشست‌هایی را تشکیل می‌دادند.

## پیشینه
در مرداد ۱۳۷۱ در شمارهٔ ۷۲ مجلهٔ آدینه مقاله‌ای منتشر شد با نام «فراخوان به فارسی‌نویسان و پیشنهاد به تاجیکان» این فراخوان را ایرج کابلی انجام داده بود و در آن به تفصیل ضمن تشریح نارسایی‌ها و مشکلات موجود در شیوهٔ نگارش خط فارسی توصیه کرده بود شورایی برای رسیدگی و حل این مشکلات تشکیل شود. در همین شمارهٔ مجلهٔ آدینه مقالهٔ دیگری توسط محمد صنعتی با عنوان «دشواری‌های زبان فارسی با کامپیوتر» نیز منتشر شده بود. در ۳۱ مرداد ۱۳۷۱ نخستین نشست شورای بازنگری در شیوهٔ نگارش و خط فارسی تشکیل شد و ماه بعد در شهریور ۱۳۷۱ در بخش خبرهای مجلهٔ آدینه خبر «اولین نشست اصلاح رسم‌الخط» آمده است طبق این خبر شرکت‌کنندگان در این نشست عبارت بودند از: کریم امامی، محمدرضا باطنی، ایرج کابلی، علی‌محمد حق‌شناس، احمد شاملو، کاظم کردوانی و دبیر تحریریهٔ آدینه فرج سرکوهی در همین خبر آمده است: «آدینه از آقایان محمدرضا شفیعی کدکنی، هوشنگ گلشیری، محمد صنعتی و… نیز درخواست کرده است تا در جلسه‌های این جمع شرکت کنند.» از آن پس اخبار و مصوبات شورا در مجلهٔ آدینه منتشر می‌شد و شیوهٔ نگارش آدینه نیز مطابق این تصمیمات تغییر می‌کرد. کاظم کردوانی به عنوان دبیر این شورا در آبان ۱۳۷۲ گزارشی از فعالیت یک‌سالهٔ شورا ارائه داد و در آن تأکید شده بود که شورا قصد تغییر خط فارسی یا چپ‌نویس کردن آن را ندارد. در این گزارش آمده است: «اساسی‌ترین هدف بازنگری در شیوهٔ نگارش خط فارسی دست یافتن به شیوه‌ای است که به کمک آزمون‌های عملی، خواندن و نوشتن فارسی را آسان‌تر کند.» در مهرماه ۱۳۷۴ اولین شمارهٔ «نامهٔ فرهنگستان» فصل‌نامهٔ فرهنگستان زبان و ادب فارسی، به سردبیری احمد سمیعی (گیلانی) منتشر شد. در گزارش مجلهٔ آدینه از انتشار این فصل‌نامه آمده است: «در این شماره مقالات ارزنده‌ای در باب زبان و ادب پارسی به چاپ رسیده است اما شاید مهم‌ترین ویژگی این نشریه، رسم‌الخط آن باشد که برمبنای پیشنهادهای «کمیسیون شیوهٔ املایی فرهنگستان زبان و ادب فارسی» شکل گرفته است و با این توضیح که «شیوهٔ املایی این شمارهٔ فصل‌نامه مصوب فرهنگستان زبان و ادب فارسی تلقی نشود… خوش‌بختانه مصوبات «کمیسیون شیوهٔ املایی فرهنگستان زبان و ادب فارسی» –که در رسم‌الخط نامهٔ فرهنگستان به کار رفته شده است– از جمله بی‌فاصله‌نویسی و لزوم نوشتن کسرهٔ اضافه، همان است که در مقالهٔ فراخوان به فارسی‌نویسان نوشتهٔ ایرج کابلی (آدینهٔ ۷۲ مرداد ۱۳۷۱) و مصوبات شورای بازنگری آمده است.»
گزارش‌های این شورا در مجلهٔ آدینه به دبیری فرج سرکوهی منتشر شده است.

## اعضا[۶]
1. کریم امامی
2. محمدرضا باطنی
3. علی‌محمد حق‌شناس
4. احمد شاملو
5. محمد صنعتی
6. مصطفی عاصی
7. ایرج کابلی
8. کاظم کردوانی
9. هوشنگ گلشیری
10. محمدرضا شفیعی کدکنی، فقط نشست دوم[۷]
11. مسعود خیام مدعو در نشست چهارم و پنجم

## نتایج
پس از انتشار مصوبات شورا مجلهٔ آدینه و بعضی از نویسندگان و مترجمین آثار خود را با شیوهٔ نگارش پیشنهادی این شورا یا شیوهٔ نزدیک به آن منتشر کردنند. احمد شاملو مجموعه آثار خود را به همت نیاز یعقوب‌شاهی با شیوهٔ نگارش جدید ویراستاری کرد و رمان دن آرام نیز با کمک هنگامه شهریاری با این شیوه منتشر شد. پس از درگذشت شاملو آیدا سرکیسیان آثار وی را با شیوهٔ نگارشی مورد علاقهٔ شاملو منتشر می‌کند.

## سرانجام
با مرگ هوشنگ گلشیری و احمد شاملو و کریم امامی و با تعطیلی مجلهٔ آدینه و متواری‌شدن کاظم کردوانی بعد از ماجرای کنفرانس برلین شورا عملاً تعطیل شد و نتوانست مصوبات خود را پیگیری کند و نواقص احتمالی آن را برطرف کند.
ایرج کابلی با انتشار کتاب درست‌نویسی خط فارسی و ایجاد وبگاه Linguism سعی در ادامهٔ راه شورا و کار نیمه‌تمام آن داشت.